# Jiří Našinec
Jiří Našinec (* 20. dubna 1950 Křižatky) je český vysokoškolský pedagog, romanista, překladatel z rumunštiny, francouzštiny a moldavštiny. Za své překlady obdržel Magnesii Literu i Cenu Josefa Jungmanna v hlavních kategoriích.

## Osobní život
Po maturitě na pražské Českoslovanské akademii obchodní v Resslově ulici (1969) vystudoval francouzštinu a rumunštinu na Filozofické fakultě Univerzity Karlovy. Poté začal z těchto jazyků překládat do češtiny, stal se redaktorem v nakladatelství Odeon, kde v letech 1992–1993 zastával post šéfredaktora. Od roku 2001 přednáší na Ústavu románských studií FF UK. V roce 2007 získal literární cenu Magnesia Litera za nejlepší překlad knihy Petra Cimpoeșa Simion Výtažník, která se také stala Knihou roku.
Překládá francouzskou a rumunskou beletrii. Mezi překládané autory patří zejména Mircea Eliade, Ion Dezideriu Sîrbu, Laurențiu Fulga nebo Radu Tudoran.

## Ocenění
- 2003 – Tvůrčí odměna v rámci Ceny Josefa Jungmanna za překlad knihy Aurelia Busuoica: Smlouvání s ďáblem
- 2007 – Magnesia Litera – Kniha roku, Petru Cimpoeșua Simion Výtažník[4]
- 2007 – Magnesia Litera – Nejlepší překlad, Petru Cimpoeșua Simion Výtažník
- 2008 – Mimořádná tvůrčí odměna v rámci Ceny Josefa Jungmanna za překlad knihy Normana Maney: Chuligánův návrat
- 2014 – Cena Josefa Jungmanna za překlad knihy Bogdana Suceavy: S bubnem na zajíce chodil
- 2022 – Státní cena za překladatelské dílo – zejména za překlady Charlese Nodiera a Mircey Eliada a za všestranný přínos k popularizaci rumunské literatury[5]